# 愛国者国民運動
愛国者国民運動（あいこくしゃこくみんうんどう、フィンランド語: Isänmaallinen kansanliike, IKL, スウェーデン語: Fosterländska folkrörelsen) は、フィンランドのナショナリズム、反共主義政党。
IKLは、以前に禁止されたラプア運動を継承したものである。
IKLは、1932年から1944年にかけて存在し、ラプア運動に似たイデオロギーを保持していたが、選挙に参加した点で異なった。彼らは、限られた成果しか上げることはできなかった。

## 結成
IKLは1932年6月5日の集会において、ラプア運動の延長として設立された。 主な創立メンバーは、ヘルマン・グムメルス、ヴィルホ・アンナラ、エルッキ・ライッコネンの3名である。 ラプア運動のリーダーであったヴィフトリ・コソラは 、マンツァラ暴動への関与で設立時に収監されていた。しかし、彼やすでに述べたアンナラや、設立メンバーであるブルノ・サルミアラといった他の暴動の指導者らの地位は、公的に守られていた。

## 著名なIKLの支持者
- アルネ・ソメルサロ, フィンランド空軍の司令官(1920~1926), IKLの国会議員
- パーヴォ・スシタイヴァル, 中佐, IKLの国会議員
- パーヴォ・タルヴェラ, 軍人
- ロルフ・ネヴァンリンナ, 数学者, ヘルシンキ大学の教授
- ヴィルホ・ランピ, 画家
- エリアス・シモヨキ, 聖職者, IKLの国会議員.
- ヒルヤ・リーピネン, 唯一の女性国会議員.

## 選挙結果

### フィンランド議会
| 年度 | 投票   | 投票  | 投票   | 議席数   | 議席数 | 地位 | 規模 |
| 年度 | 数     | 率    | ± pp   | #        | ±      | 地位 | 規模 |
| ---- | ------ | ----- | ------ | -------- | ------ | ---- | ---- |
| 1936 | 97,891 | 8.34% | + 8.34 | 14 / 200 | 14     | 野党 | 5位  |
| 1939 | 86,219 | 6.65% | + 6.65 | 8 / 200  | 減少   | 野党 | ５位 |

## 関連記事
- フィンランドの歴史
- カレリア学徒会
- フィンランドの極右